# Zemplin

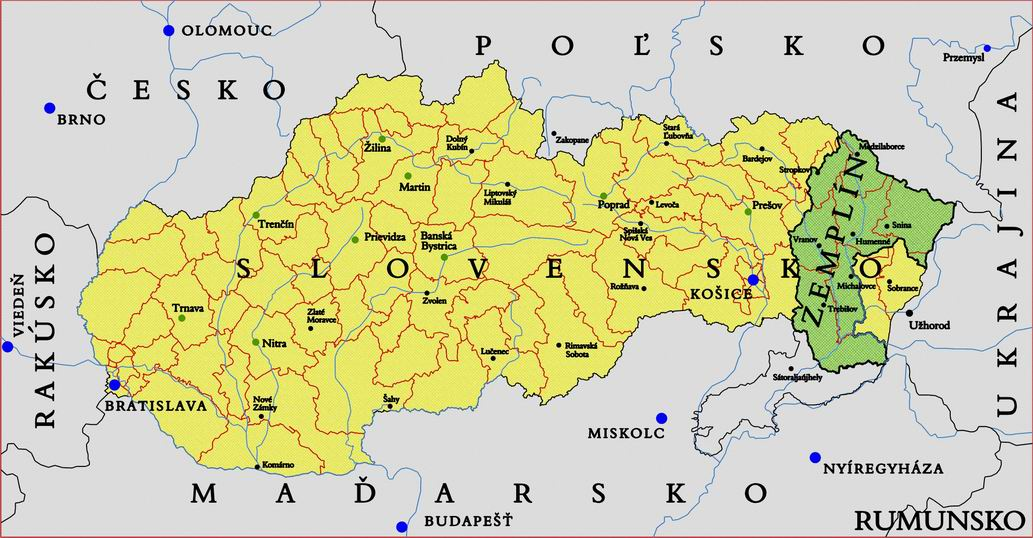
Zemplin

Zemplin (słow. Zemplín, węg. Zemplén, łac. Zemplinum, niem. Semplin) – najdalej wysunięty na wschód region historyczny i etnograficzny Słowacji. Południowa część regionu położona jest na Węgrzech.

## Nazwa
Nazwa „Zemplin” pochodzi od 2 słów: zem (ziemia) i plna (płodna). Więc nazwa „Zemplin” oznacza płodną ziemię.

## Geografia
Zemplin leży na południowych stokach słowackiej części Zewnętrznych Karpat Wschodnich i na terenach stanowiących ich przedłużenie na południe. Obejmuje południowe stoki Bieszczadów Zachodnich (zwanych na Słowacji Górami Bukowskimi), Pogórze Laboreckie, południowo-wschodnią połowę Pogórza Ondawskiego, pasmo Wyhorlatu, zachodnią (słowacką) połowę masywu Poprzecznego oraz Nizinę Wschodniosłowacką. Południową część zachodniej granicy Zemplina stanowią Góry Slańskie. Pod względem hydrologicznym tereny Zemplina należą do dorzeczy Topli, Ondavy, Laborca, Użu, Latoricy i Bodrogu. Na północy Zemplin sąsiaduje z polską ziemią sanocką (dzisiejsze powiaty sanocki, leski i częściowo bieszczadzki), na wschodzie z ukraińskim Zakarpaciem, na południu z Węgrami, na zachodzie z Szaryszem i Abovem.
Obszar określany na Słowacji mianem „Zemplín” stanowi słowackie części dawnych węgierskich komitatów Zemplén i Ung. Po rozbiorze Królestwa Węgier w 1918 większa, północna część Zemplina (72% powierzchni komitatu) została włączona do Czechosłowacji (później do Słowacji), po czym przyłączono do niej czechosłowacką część komitatu Ung (32% jego powierzchni). Od 1923 Zemplin nie stanowi odrębnej jednostki administracyjnej, jednak tradycyjna nazwa jest w powszechnym użyciu wśród mieszkańców, używają jej również na potrzeby turystyki i kultury słowackie władze. Nazwą tą określa się również słowacką część dawnego komitatu Ung. Zemplin bywa często rozdzielany na dwie części – nizinną i górzystą (Dolný a Horný Zemplín), które w przybliżeniu pokrywają się z podziałem administracyjnym na kraj koszycki i preszowski. W latach 1938/1939–1945 południowy i wschodni pas ziem Zemplina był przyłączony na powrót do Węgier na mocy pierwszego arbitrażu wiedeńskiego.
Powierzchnia Zemplina wynosi około 5,5 tys. km² (powierzchnia komitatu Zemplén w 1910 wynosiła 6269,3 km²), liczba ludności – około 430 tysięcy. Największe lub najbardziej znane miejscowości Zemplina to Humenné, Vranov nad Topľou, Snina, Michalovce i Trebišov. Zemplin zamieszkują dziś głównie Słowacy, poza nimi mieszkają tu Węgrzy (w zwartej grupie na południu Niziny Wschodniosłowackiej), silnie zasymilowani Rusini (na północy i wschodzie regionu) i rozproszeni Cyganie.
Zemplin jest obecnie jednym z najuboższych regionów Słowacji, z najwyższą stopą bezrobocia i najniższym przeciętnym wynagrodzeniem. Taki stan, trwający już od końca XIX wieku, wywołał silną emigrację – na przełomie XIX i XX wieku region opuściło ponad 50 tysięcy mieszkańców (około jednej piątej ludności). Nie ma tu wielkich ośrodków miejskich ani centrów przemysłowych. Tradycyjnie główną gałęzią gospodarki jest tu rolnictwo, skupione na niezwykle urodzajnej Nizinie Wschodniosłowackiej. W górach dominuje pasterstwo. W ostatnich latach rozwija się tu turystyka i rekreacja, skupione nad wielkim sztucznym zbiornikiem Zemplínska šírava, w górach Wyhorlatu (Chránená Krajinná Oblasť „Vihorlat”) i Bieszczadów (Národný Park "Poloniny", Chránená Krajinná Oblasť „Východné Karpaty”). Jego północna część obfituje w relikty rusińskiej kultury ludowej – unikalne drewniane cerkwie greckokatolickie.

## KomitatZemplén
Teren dzisiejszego Zemplina od X w. znajdował się we władaniu Polski. Potem został zajęty przez Węgry w wyniku systematycznej ekspansji od południa, z doliny Cisy, do której dotarło państwo Bolesława Chrobrego. Południowa i środkowa część dzisiejszego Zemplina wyodrębniła się w osobny komitat w 1018, za panowania Stefana I. Północna granica komitatu z początkowej linii Latoricy przesuwała się na północ w miarę węgierskiej kolonizacji tych terenów, aż pod koniec XII wieku ustaliła się na najwyższym grzbiecie Karpat. Początkowo, w XIII i XIV wieku, komitat nosił nazwę Potok – od siedziby władz w Sárospatak (słow. Blatný Potok). Następną siedzibą żupana stał się zamek zempliński, a w późnym średniowieczu – miasteczko Zemplin nad Bodrogiem. Pod koniec XIV wieku z komitatem zemplińskim połączył się istniejący do tej pory na południe od niego komitat Szerencs, który jeszcze do XVI wieku zachował pewną odrębność jako Dolny Zemplin. W XIII wieku w komitacie ukształtował się samorząd szlachecki. Władza i godność żupana spoczywała w rękach rodów Drugethów (w XVI i XVII wieku – niemal wyłącznie), Palóczych, Perényich i Rozgonyich.
Po upadku Węgier w XVI wieku Zemplin nie został zajęty przez Turków, znalazł się na wschodnich rubieżach ziem podległych Habsburgom. W latach 1538–1541, 1622–1629 i 1645–1648 Zemplin był włączony do Księstwa Siedmiogrodu. W XVI i XVII wieku ziemie Zemplina były polem walk powstań węgierskich przeciwko Habsburgom. W 1748 wieku siedzibą władz komitatu stało się miasto Sátoraljaújhely. W 1910 Zemplin dzielił się na dziesięć powiatów i jedno miasto wydzielone – Sátoraljaújhely.
Po powstaniu Czechosłowacji w 1918 północna część Zemplina została do niej przyłączona i wkrótce utraciła samodzielność administracyjną, natomiast część południowa, pozostała w granicach Węgier, została połączona z węgierską częścią komitatu Abaúj-Torna i z komitatem Borsod w komitat Borsod-Abaúj-Zemplén. Komitat Zemplén był ponownie wyodrębniony w latach 1938–1945, po aneksji przez Węgry pasa ziem na południu Słowacji.